# Њу Галили (Пенсилванија)
Њу Галили (енгл. New Galilee) град је у америчкој савезној држави Пенсилванија.

## Демографија
По попису из 2010. године број становника је 379, што је 45 (-10,6%) становника мање него 2000. године.
| Група             | 2000.       | 2010.       |
| Белци             | 399 (94,1%) | 356 (93,9%) |
| Афроамериканци    | 9 (2,1%)    | 9 (2,4%)    |
| Азијати           | 1 (0,2%)    | 0 (0,0%)    |
| Хиспаноамериканци | 4 (0,9%)    | 8 (2,1%)    |
| Укупно            | 424         | 379         |